# Şükrü Birand
Şükrü Birand (* 5. Juni 1944 in Ankara; † 28. Juni 2019) war ein türkischer Fußballspieler. Durch seine langjährige Tätigkeit für Fenerbahçe Istanbul wird er sehr stark mit diesem Verein assoziiert. Von Fan- und Vereinsseiten wird er als einer der bedeutendsten Spieler der Klubgeschichte aufgefasst. Mit Teamkollegen wie Ziya Şengül, Yılmaz Şen, Ercan Aktuna und Levent Engineri bildete er nahezu ein Jahrzehnt lang, verletzungsbedingte Ausfälle ausgenommen, die Abwehrabteilung Fenerbahçes.

## Kindheit, Jugend und Studium
Birand kam als Sohn einer Arbeiterfamilie in der türkischen Hauptstadt Ankara auf die Welt. Während seiner Grundschulzeit zog die Familie in die industriell aufstrebende Provinz Adapazarı. Birands Vater, der von Beruf Maschinenschlosser war, sah in dieser Provinz bessere Arbeitsmöglichkeiten. Hier beendete Birand die Grundschule und Mittelstufe, ehe die Familie wieder nach Ankara zog. So besuchte Birand in Ankara das Yıldırım-Beyazit-Gymnasium und machte hier sein Abitur.

## Spielerkarriere

### Vereine
Birand begann mit dem Vereinsfußball während seiner Schulzeit bei Ankara Toprakspor und spielte hier bis zum Sommer 1963. Mit Toprakspor spielte Birand drei Jahre in der Ankara Bölgesel Ligi, einer Liga, die damals den Status der zweithöchsten Spielklasse im türkischen Fußball hatte, und erreichte in der Spielzeit 1960/61 die Meisterschaft dieser Liga. Durch seine Tätigkeit für Toprakspor wurde er von den Verantwortlichen vom damaligen Erstligisten PTT SK für dessen Jugendabteilung angeworben. Bei PTT wurde er vom Cheftrainer Sabri Kiraz, einem ehemaligen Spieler von Fenerbahçe Istanbul, auch an den Trainingseinheiten der Profimannschaft beteiligt. Im Sommer 1963 wurde er dann vom Cheftrainer Bedri Kaya vollends in den Profikader involviert und gab in der Erstligapartie vom 5. Oktober 1963 gegen Kasımpaşa Istanbul sein Profidebüt. In dieser Begegnung spielte er von Anfang an und über die volle Spiellänge. Fortan eroberte er sich einen Stammplatz und absolvierte bis zum Saisonende absolvierte nahezu alle Ligaspiele seiner Mannschaft. Zudem wurde er in dieser Spielzeit erst U-21-Nationalspieler.
Diese rasanten Fortschritte in Birands Karriere führten dazu, dass er einer der begehrtesten Jungspieler der Sommertransferperiode 1964 wurde. Birand entschied sich für einen Wechsel zu Fenerbahçe Istanbul. In seiner ersten Saison für diesen Verein etablierte er sich auf Anhieb als Stammspieler. Seine Mannschaft erreichte in dieser Spielzeit, der Spielzeit 1964/65, die türkische Meisterschaft. Birand absolvierte in dieser Saison 24 der möglichen 30 Ligaspiele seiner Mannschaft. In der nachfolgenden Spielzeit misslang Fenerbahçe die Titelverteidigung. In dieser Spielzeit spielte Birand z. T. verletzungsbedingt auch nicht durchgängig und kam auf 10 von 30 möglichen Ligaspielen. In der nachfolgenden Saison für diesen Verein war er wieder Stammspieler. Sein Klub verpasste erneut die türkische Meisterschaft, gewann aber den Balkanpokal und den Spor-Toto-Pokal. In der Spielzeit 1967/68 erreichte die Mannschaft schließlich wieder die türkische Meisterschaft. Zudem wurde das Team in dieser Saison Türkischer Pokalsieger und erreichte es damit auch zum ersten Mal in seiner Vereinsgeschichte türkischer Double-Sieger zu werden. Birand absolvierte in dieser Saison 23 der möglichen 30 Ligaspiele seiner Mannschaft. In der nachfolgenden Spielzeit misslang Fenerbahçe die Titelverteidigung. Die nächste Saison beendete die Mannschaft wieder als Meister und holte auch den vorsaisonalen TSYD-Istanbul-Pokal. Birand plagten immer wieder Verletzungen. So absolvierte Birand in der nächsten Saison bis zum Februar 1971 lediglich sechs Ligaspiele und fiel für den Rest der Saison aus. In den nächsten drei Spielzeiten etablierte sich Birand zwar über weite Strecken wieder als Stammspieler, jedoch blieb seine Mannschaft in dieser und den kommenden zwei Spielperioden in der Meisterschaft chancenlos und musste mit ansehen, wie der Erzrivale Galatasaray Istanbul mit drei Meisterschaften in Folge den damaligen türkischen Fußball dominierte. Während Birand in der 1971/72 noch 20 Ligaspiele absolvieren konnte, blieb er in der Spielzeit 1972/73 bei lediglich zehn Ligaeinsätzen. Als einzige Lichtblicke in diesen letzten drei Spielzeiten konnte in der Saison 1972/73 der Premierminister-Pokal und der Präsidenten-Pokalspieler gewonnen werden. Erst mit der Spielzeit 1973/74 fand seine Mannschaft wieder zu alter Stärke zurück. So wurde in dieser Saison mit der Meisterschaft und dem Pokal zum zweiten Mal in der Vereinsgeschichte das türkische Double geholt. Darüber hinaus konnte vor der Saison noch der TSYD-Istanbul-Pokal gewonnen werden. Birand absolvierte über die gesamte Saison lediglich drei Pflichtspiele. Obendrein zog er sich während Begegnung vom Februar 1974 einen komplizierten Fußbruch zu und fiel den Rest der Saison aus.
Da Birand über seine gesamte Karriere mehrere Male von Verletzungen geplagt seiner Mannschaft nicht zur Verfügung stand und sich mit 30 Jahren einen komplizierten Fußbruch zuzog, entschied er sich im Sommer 1974 seine Karriere zu beenden. Mit einem Abschiedsspiel, in dem Fenerbahçe auf eine Auswahlmannschaft traf, beendete Birand im Sommer 1974 seine Spielerlaufbahn.

### Nationalmannschaft
Birand Nationalmannschaftskarriere begann zu seiner Zeit bei Ankara Toprakspor. Hier fiel er den Verantwortlichen der türkischen U-18-Nationalmannschaft auf die ihn in den Kader für eine anstehende Testpartie nominierten. So gab Birandgegen die U-18 Rumäniens sein allgemeines Länderspieldebüt. Nach dieser Partie spielte er zwei weitere Male für die türkische U-18.
Im Mai 1964 wurde er dann das erste Mal in den Kader der türkischen U-21-Nationalmannschaft nominiert und spielte im Spiel gegen die englische U-21-Nationalmannschaft das erste Mal für die U-21 seines Landes. Bis ins Jahr 1969 absolvierte er acht weitere U-21-Einsätze. In den meisten dieser Spiele war Birand allerdings über 21 Jahre alt.
Im Jahr 1963 wurde er vom amtierenden Nationalcoach Cihat Arman in den Kader der türkischen A-Nationalmannschaft berufen und gab in einem Testspiel gegen die polnische Nationalmannschaft sein A-Länderspieldebüt. Bis zum Frühling 1969 kam Birand zu 14 weiteren Länderspieleinsätzen.

## Trivia
- Während seiner Zeit bei Fenerbahçe Istanbul studierte Birand an der Istanbuler Akademie für Volks- und Wirtschaftswissenschaft und machte dort auch seinen Abschluss. Damit zählte er zu den wenigen Spielern im damaligen Fußball, die auch eine akademische Ausbildung besaßen.

## Erfolge
Mit Ankara Toprakspor
- Meister der Ankara Bölgesel Ligi: 1960/61

Mit Fenerbahçe Istanbul
- Türkische Meister: 1967/68, 1969/70, 1973/74
- Türkischer Pokalsieger: 1967/68, 1973/74
- Präsidenten-Pokalspieler: 1972/73
- Premierminister-Pokalsieger: 1972/73
- Spor-Toto-Pokal-Sieger: 1967/68
- TSYD-Istanbul-Pokalsieger: 1969/70, 1973/74
- Balkanpokalsieger: 1967/68